# عامل الزكاة
العامل على الزكاة هو الذي يتولى القيام بالعمل على الزكاة، بحسب نوع العمل، مثل: الجابي أو الساعي في جمع مال الزكاة، أو الكاتب، من يقوم بحصر أموال الزكاة، أو الخرص، والتقييد، أو الحساب، أو الصرف للمستحقين، أو غير ذلك مما يحتاج إلى عمل، ويعد عامل الزكاة أحد الأصناف الثمانية المخصوصون باستحقاق الأخذ من الزكاة، وهم: (العاملون عليها)، المذكورون في القرآن الكريم بقول الله تعالى: ﴿إِنَّمَا الصَّدَقَاتُ لِلْفُقَرَاءِ وَالْمَسَاكِينِ وَالْعَامِلِينَ عَلَيْهَا وَالْمُؤَلَّفَةِ قُلُوبُهُمْ وَفِي الرِّقَابِ وَالْغَارِمِينَ وَفِي سَبِيلِ اللَّهِ وَابْنِ السَّبِيلِ فَرِيضَةً مِنَ اللَّهِ وَاللَّهُ عَلِيمٌ حَكِيمٌ ۝٦٠﴾ [التوبة:60]. ويعطى العامل قسطا من مال الزكاة مقابل عمله، وهو عبارة عن أجرة يأخذ مقابل عمله على الزكاة، وتقدر بقدر عمله، سواء كان غنيا أو فقيرا، ولا يأخذ من مال الزكاة إلا أجرة عمله، وليس له قبول الهدية ممن ولي عليهم بتحصيل مال الزكاة منهم، أو صرفه لهم؛ للنهي عن ذلك.

## العامل على الصدقة
العامل على الصدقة هو: الذي يتولى القيام بأعمال الزكاة عند الحاجة إلى العمل، المتعلق بها، مثل: تحصيل الزكاة، وجمعها، والخرص، والمطالبة بها، وصرفها للمستحقين، وأعمال المحاسبة، والتقييد، والتسجيل، والتنظيم، وغير ذلك. قال النووي:
«ويجب على الإمام أن يبعث السعاة لأخذ الصدقة؛ لأن النبي ﷺ والخلفاء من بعده كانوا يبعثون السعاة؛ ولأن في الناس من يملك المال ولا يعرف ما يجب عليه، ومنهم من يبخل، فوجب أن يبعث من يأخذ». وقد وردت أحاديث كثيرة تدل على ذلك، منها حديث: «عن أبي هريرة أن رسول الله ﷺ بعث: عمر بن الخطاب رضي الله عنه على الصدقة»،
وحديث: «عن سهل بن سعد أن رسول الله ﷺ استعمل ابن اللتبية على الصدقات».

## شروط العامل
يشترط في عامل الزكاة أن يكون مسلما حرا عدلا؛ لأن العمل على الزكاة ولاية وأمانة، وأن يكون فقيها في أبواب الزكاة؛ لأنه يحتاج إلى معرفة ما يؤخذ وما لا يؤخذ ويحتاج إلى الاجتهاد فيما يعرض من مسائل الزكاة وأحكامها، ولا يشترط فقهه في غير ذلك.
قال النووي:
«واتفقوا على أن يشترط فيه كونه مسلما حرا عدلا فقيها في أبواب الزكاة ولا يشترط فقهه في غير ذلك، قال أصحابنا: هذا إذا كان التفويض للعامل عاما في الصدقات، فأما إذا عين له الإمام شيئا معينا يأخذه فلا يعتبر فيه الفقه.
قال الماوردي في الأحكام السلطانية: وكذا لا يعتبر في هذا المعين الإسلام والحرية؛ لأنه رسالة لا ولاية، وهذا الذي قاله من عدم اشتراط الإسلام مشكل والمختار اشتراطه».
«ولا يبعث هاشميا ولا مطلبيا، ومن أصحابنا من قال: يجوز لأن ما يأخذه على وجه العوض، والمذهب الأول؛ لما روي «أن الفضل بن العباس رضي الله عنهما سأل النبي صلى الله عليه وسلم أن يوليه العمالة على الصدقة فلم يوله وقال: أليس في خمس الخمس ما يغنيكم عن أوساخ الناس؟»
«عن عبد المطلب بن ربيعة بن الحارث بن عبد المطلب قال: أتيت أنا والفضل بن العباس رسول الله ﷺ فسألناه أن يؤمرنا على بعض الصدقات فنؤدي إليه كما يؤدي الناس ونصيب كما يصيبون، فسكت طويلا ثم قال: إن الصدقة لا تنبغي لآل محمد، إنما هي أوساخ الناس» وفي رواية لمسلم: «إن هذه الصدقات إنما هي أوساخ الناس، وإنها لا تحل لمحمد ولا لآل محمد»
وفي مواليهم وجهان: أحدهما لا يجوز لما روى أبو رافع قال: «ولى رسول الله ﷺ رجلا من بني مخزوم على الصدقة فقال: اتبعني تصب منها، فقلت: حتى أسأل رسول الله ﷺ، فسألته فقال لي: إن مولى القوم من أنفسهم، وإنا أهل بيت لا تحل لنا الصدقة».
والثاني يجوز لأن الصدقة إنما حرمت على بني هاشم وبني المطلب للشرف بالنسب، وهذا لا يوجد في مواليهم، وهو بالخيار بين أن يستأجر العامل بأجرة معلومة ثم يعطيه ذلك من الزكاة وبين أن يبعثه من غير شرط ثم يعطيه أجرة المثل من الزكاة».

## فضل العمل على الزكاة
«عن رافع بن خديج قال سمعت رسول الله ﷺ يقول: العامل على الصدقة بالحق كالغازي في سبيل الله حتى يرجع إلى بيته».
«حدثنا أبو أسامة عن يزيد بن عبيد الله بن أبي بردة عن جده عن أبي موسى قال قال رسول الله ﷺ: إن الخازن الأمين الذي يعطي ما أمر به كاملا موفرا طيبة به نفسه حين يدفعه إلى الذي أمر به أحد المتصدقين».
«حدثنا غندر عن شعبة عن الحكم عن الحسن بن مسلم المكي قال بعث عمر بن الخطاب رجلا من ثقيف على الصدقة فرآه بعد ذلك اليوم فقال ألا أراك ذلك كأجر الغازي في سبيل الله».
«حدثنا أبو أسامة ووكيع عن سفيان عن زياد بن أبي عثمان عن ثابت عن الحسن قال من دفعت إليه الصدقة فوضعها مواضعها فله أجر صاحبها».